# جمال موستداناگیچ
جمال موستداناگیچ (بوسنیایی: Džemal Mustedanagić؛ زادهٔ ۸ ژوئن ۱۹۵۵) بازیکن سابق یوگسلاو و مربی فوتبال اهل بوسنی و هرزگوین است.
از باشگاه‌هایی که در آن بازی کرده‌است می‌توان به باشگاه فوتبال آستریا وین و باشگاه فوتبال دینامو زاگرب اشاره کرد.
وی همچنین در تیم ملی فوتبال یوگسلاوی بازی کرده‌است.